# Bacopa cochlearia
Bacopa cochlearia là một loài thực vật có hoa trong họ Mã đề. Loài này được (Huber) L.B.Sm. mô tả khoa học đầu tiên năm 1937.